# 200 meter för herrar i friidrott vid olympiska sommarspelen 2000
200 meter för herrar vid olympiska sommarspelen 2000 i Sydney avgjordes 27-28 september. 

## Medaljörer
| Gren      | Guld                           | Guld  | Silver                         | Silver | Brons                          | Brons |
| 200 meter | Konstantinos Kenteris Grekland | 20,09 | Darren Campbell Storbritannien | 20,14  | Ato Boldon Trinidad och Tobago | 20,20 |

## Resultat
- Q innebär avancemang utifrån placering i heatet.
- q innebär avancemang utifrån total placering.
- DNS innebär att personen inte startade.
- DNF innebär att personen inte fullföljde.
- DQ innebär diskvalificering.
- NR innebär nationellt rekord.
- OR innebär olympiskt rekord.
- WR innebär världsrekord.
- WJR innebär världsrekord för juniorer
- AR innebär världsdelsrekord (area record)
- PB innebär personligt rekord.
- SB innebär säsongsbästa.
- w innebär medvind > 2,0 m/s

### Omgång 1
| Heat 1 av 9 Datum: Onsdagen den 27 september 2000 Tid: 10:05 am Vind: -0,3 m/s | Heat 1 av 9 Datum: Onsdagen den 27 september 2000 Tid: 10:05 am Vind: -0,3 m/s | Heat 1 av 9 Datum: Onsdagen den 27 september 2000 Tid: 10:05 am Vind: -0,3 m/s | Heat 1 av 9 Datum: Onsdagen den 27 september 2000 Tid: 10:05 am Vind: -0,3 m/s | Heat 1 av 9 Datum: Onsdagen den 27 september 2000 Tid: 10:05 am Vind: -0,3 m/s | Heat 1 av 9 Datum: Onsdagen den 27 september 2000 Tid: 10:05 am Vind: -0,3 m/s | Heat 1 av 9 Datum: Onsdagen den 27 september 2000 Tid: 10:05 am Vind: -0,3 m/s | Heat 1 av 9 Datum: Onsdagen den 27 september 2000 Tid: 10:05 am Vind: -0,3 m/s | Heat 1 av 9 Datum: Onsdagen den 27 september 2000 Tid: 10:05 am Vind: -0,3 m/s |
| Placering                                                                      | Placering                                                                      | Idrottare                                                                      | Nation                                                                         | Bana                                                                           | Reaktion                                                                       | Tid                                                                            | Kval                                                                           | Rekord                                                                         |
| Heat                                                                           | Totalt                                                                         | Idrottare                                                                      | Nation                                                                         | Bana                                                                           | Reaktion                                                                       | Tid                                                                            | Kval                                                                           | Rekord                                                                         |
| ------------------------------------------------------------------------------ | ------------------------------------------------------------------------------ | ------------------------------------------------------------------------------ | ------------------------------------------------------------------------------ | ------------------------------------------------------------------------------ | ------------------------------------------------------------------------------ | ------------------------------------------------------------------------------ | ------------------------------------------------------------------------------ | ------------------------------------------------------------------------------ |
| 1                                                                              | =17                                                                            | Francis Obikwelu                                                               | Nigeria                                                                        | 1                                                                              | 0,201 s                                                                        | 20,76 s                                                                        | Q                                                                              |                                                                                |
| 2                                                                              | 20                                                                             | Stéphan Buckland                                                               | Mauritius                                                                      | 8                                                                              | 0,269 s                                                                        | 20,81 s                                                                        | Q                                                                              |                                                                                |
| 3                                                                              | =32                                                                            | Renward Wells                                                                  | Bahamas                                                                        | 5                                                                              | 0,147 s                                                                        | 20,95 s                                                                        | Q                                                                              |                                                                                |
| 4                                                                              | =39                                                                            | John Ertzgaard                                                                 | Norge                                                                          | 6                                                                              | 0.154 s                                                                        | 21.00 s                                                                        |                                                                                |                                                                                |
| 5                                                                              | =44                                                                            | Sayon Cooper                                                                   | Liberia                                                                        | 3                                                                              | 0.261 s                                                                        | 21.10 s                                                                        |                                                                                |                                                                                |
| 6                                                                              | 51                                                                             | Albert Agyemang                                                                | Ghana                                                                          | 4                                                                              | 0.240 s                                                                        | 21.22 s                                                                        |                                                                                |                                                                                |
| 7                                                                              | 63                                                                             | Jayson Jones                                                                   | Belgien                                                                        | 7                                                                              | 0.163 s                                                                        | 22.20 s                                                                        |                                                                                |                                                                                |
| -                                                                              | -                                                                              | Mohammad Mahabub Alam                                                          | Bangladesh                                                                     | 2                                                                              | 0.240 s                                                                        | DNF                                                                            |                                                                                |                                                                                |

| Heat 2 av 9 Datum: Onsdagen den 27 september 2000 Tid: 10:11 am Vind: -0,2 m/s | Heat 2 av 9 Datum: Onsdagen den 27 september 2000 Tid: 10:11 am Vind: -0,2 m/s | Heat 2 av 9 Datum: Onsdagen den 27 september 2000 Tid: 10:11 am Vind: -0,2 m/s | Heat 2 av 9 Datum: Onsdagen den 27 september 2000 Tid: 10:11 am Vind: -0,2 m/s | Heat 2 av 9 Datum: Onsdagen den 27 september 2000 Tid: 10:11 am Vind: -0,2 m/s | Heat 2 av 9 Datum: Onsdagen den 27 september 2000 Tid: 10:11 am Vind: -0,2 m/s | Heat 2 av 9 Datum: Onsdagen den 27 september 2000 Tid: 10:11 am Vind: -0,2 m/s | Heat 2 av 9 Datum: Onsdagen den 27 september 2000 Tid: 10:11 am Vind: -0,2 m/s | Heat 2 av 9 Datum: Onsdagen den 27 september 2000 Tid: 10:11 am Vind: -0,2 m/s |
| Placering                                                                      | Placering                                                                      | Idrottare                                                                      | Nation                                                                         | Bana                                                                           | Reaktion                                                                       | Tid                                                                            | Kval                                                                           | Rekord                                                                         |
| Heat                                                                           | Totalt                                                                         | Idrottare                                                                      | Nation                                                                         | Bana                                                                           | Reaktion                                                                       | Tid                                                                            | Kval                                                                           | Rekord                                                                         |
| ------------------------------------------------------------------------------ | ------------------------------------------------------------------------------ | ------------------------------------------------------------------------------ | ------------------------------------------------------------------------------ | ------------------------------------------------------------------------------ | ------------------------------------------------------------------------------ | ------------------------------------------------------------------------------ | ------------------------------------------------------------------------------ | ------------------------------------------------------------------------------ |
| 1                                                                              | 11                                                                             | Floyd Heard                                                                    | USA                                                                            | 7                                                                              | 0,167 s                                                                        | 20,68 s                                                                        | Q                                                                              |                                                                                |
| 2                                                                              | 16                                                                             | Koji Ito                                                                       | Japan                                                                          | 4                                                                              | 0,191 s                                                                        | 20,75 s                                                                        | Q                                                                              | SB                                                                             |
| 3                                                                              | =21                                                                            | Tommi Hartonen                                                                 | Finland                                                                        | 8                                                                              | 0,187 s                                                                        | 20,82 s                                                                        | Q                                                                              |                                                                                |
| 4                                                                              | =29                                                                            | Petko Jankov                                                                   | Bulgarien                                                                      | 5                                                                              | 0.152 s                                                                        | 20.91 s                                                                        | q                                                                              |                                                                                |
| 5                                                                              | =36                                                                            | Darryl Wohlsen                                                                 | Australien                                                                     | 2                                                                              | 0.161 s                                                                        | 20.98 s                                                                        |                                                                                |                                                                                |
| 6                                                                              | =53                                                                            | Pierre Browne                                                                  | Kanada                                                                         | 6                                                                              | 0.258 s                                                                        | 21.28 s                                                                        |                                                                                |                                                                                |
| -                                                                              | -                                                                              | Tanko Braimah                                                                  | Ghana                                                                          | 3                                                                              | 0.192 s                                                                        | DQ*                                                                            |                                                                                |                                                                                |

* Tanko Braimah diskvalificerades under IAAF-regel 163.3 - Lane infringement
| Heat 3 av 9 Datum: Onsdagen den 27 september 2000 Tid: 10:17 am Vind: +0,5 m/s | Heat 3 av 9 Datum: Onsdagen den 27 september 2000 Tid: 10:17 am Vind: +0,5 m/s | Heat 3 av 9 Datum: Onsdagen den 27 september 2000 Tid: 10:17 am Vind: +0,5 m/s | Heat 3 av 9 Datum: Onsdagen den 27 september 2000 Tid: 10:17 am Vind: +0,5 m/s | Heat 3 av 9 Datum: Onsdagen den 27 september 2000 Tid: 10:17 am Vind: +0,5 m/s | Heat 3 av 9 Datum: Onsdagen den 27 september 2000 Tid: 10:17 am Vind: +0,5 m/s | Heat 3 av 9 Datum: Onsdagen den 27 september 2000 Tid: 10:17 am Vind: +0,5 m/s | Heat 3 av 9 Datum: Onsdagen den 27 september 2000 Tid: 10:17 am Vind: +0,5 m/s | Heat 3 av 9 Datum: Onsdagen den 27 september 2000 Tid: 10:17 am Vind: +0,5 m/s |
| Placering                                                                      | Placering                                                                      | Idrottare                                                                      | Nation                                                                         | Bana                                                                           | Reaktion                                                                       | Tid                                                                            | Kval                                                                           | Rekord                                                                         |
| Heat                                                                           | Totalt                                                                         | Idrottare                                                                      | Nation                                                                         | Bana                                                                           | Reaktion                                                                       | Tid                                                                            | Kval                                                                           | Rekord                                                                         |
| ------------------------------------------------------------------------------ | ------------------------------------------------------------------------------ | ------------------------------------------------------------------------------ | ------------------------------------------------------------------------------ | ------------------------------------------------------------------------------ | ------------------------------------------------------------------------------ | ------------------------------------------------------------------------------ | ------------------------------------------------------------------------------ | ------------------------------------------------------------------------------ |
| 1                                                                              | =4                                                                             | Ato Boldon                                                                     | Trinidad och Tobago                                                            | 2                                                                              | 0,157 s                                                                        | 20,52 s                                                                        | Q                                                                              |                                                                                |
| 2                                                                              | =4                                                                             | Kim Collins                                                                    | Saint Kitts och Nevis                                                          | 5                                                                              | 0,175 s                                                                        | 20,52 s                                                                        | Q                                                                              |                                                                                |
| 3                                                                              | 10                                                                             | Marcin Urbaś                                                                   | Polen                                                                          | 4                                                                              | 0,152 s                                                                        | 20,62 s                                                                        | Q                                                                              |                                                                                |
| 4                                                                              | =17                                                                            | Geir Moen                                                                      | Norge                                                                          | 7                                                                              | 0.160 s                                                                        | 20.76 s                                                                        | q                                                                              |                                                                                |
| 5                                                                              | 31                                                                             | Gidon Jablonka                                                                 | Israel                                                                         | 8                                                                              | 0.185 s                                                                        | 20.92 s                                                                        |                                                                                |                                                                                |
| 6                                                                              | =32                                                                            | Gennadij Tjernovol                                                             | Kazakstan                                                                      | 3                                                                              | 0.190 s                                                                        | 20.95 s                                                                        |                                                                                | SB                                                                             |
| -                                                                              | -                                                                              | Alexios Alexopoulos                                                            | Grekland                                                                       | 6                                                                              | -                                                                              | DNS                                                                            |                                                                                |                                                                                |

| Heat 4 av 9 Datum: Onsdagen den 27 september 2000 Tid: 10:23 am Vind: +0.2 m/s | Heat 4 av 9 Datum: Onsdagen den 27 september 2000 Tid: 10:23 am Vind: +0.2 m/s | Heat 4 av 9 Datum: Onsdagen den 27 september 2000 Tid: 10:23 am Vind: +0.2 m/s | Heat 4 av 9 Datum: Onsdagen den 27 september 2000 Tid: 10:23 am Vind: +0.2 m/s | Heat 4 av 9 Datum: Onsdagen den 27 september 2000 Tid: 10:23 am Vind: +0.2 m/s | Heat 4 av 9 Datum: Onsdagen den 27 september 2000 Tid: 10:23 am Vind: +0.2 m/s | Heat 4 av 9 Datum: Onsdagen den 27 september 2000 Tid: 10:23 am Vind: +0.2 m/s | Heat 4 av 9 Datum: Onsdagen den 27 september 2000 Tid: 10:23 am Vind: +0.2 m/s | Heat 4 av 9 Datum: Onsdagen den 27 september 2000 Tid: 10:23 am Vind: +0.2 m/s |
| Placering                                                                      | Placering                                                                      | Idrottare                                                                      | Nation                                                                         | Bana                                                                           | Reaktion                                                                       | Tid                                                                            | Kval                                                                           | Rekord                                                                         |
| Heat                                                                           | Totalt                                                                         | Idrottare                                                                      | Nation                                                                         | Bana                                                                           | Reaktion                                                                       | Tid                                                                            | Kval                                                                           | Rekord                                                                         |
| ------------------------------------------------------------------------------ | ------------------------------------------------------------------------------ | ------------------------------------------------------------------------------ | ------------------------------------------------------------------------------ | ------------------------------------------------------------------------------ | ------------------------------------------------------------------------------ | ------------------------------------------------------------------------------ | ------------------------------------------------------------------------------ | ------------------------------------------------------------------------------ |
| 1                                                                              | =2                                                                             | Coby Miller                                                                    | USA                                                                            | 6                                                                              | 0,182 s                                                                        | 20,49 s                                                                        | Q                                                                              |                                                                                |
| 2                                                                              | 15                                                                             | Darren Campbell                                                                | Storbritannien                                                                 | 4                                                                              | 0,194 s                                                                        | 20,71 s                                                                        | Q                                                                              |                                                                                |
| 3                                                                              | =25                                                                            | Uchenna Emedolu                                                                | Nigeria                                                                        | 5                                                                              | 0,179 s                                                                        | 20,87 s                                                                        | Q                                                                              |                                                                                |
| 4                                                                              | =36                                                                            | Ahmed Yves Douhou                                                              | Elfenbenskusten                                                                | 7                                                                              | 0.169 s                                                                        | 20.98 s                                                                        |                                                                                |                                                                                |
| 5                                                                              | 43                                                                             | Ricardo Williams                                                               | Jamaica                                                                        | 2                                                                              | 0.289 s                                                                        | 21.09 s                                                                        |                                                                                |                                                                                |
| 6                                                                              | 50                                                                             | Julian Raeburn                                                                 | Trinidad och Tobago                                                            | 8                                                                              | 0.326 s                                                                        | 21.21 s                                                                        |                                                                                |                                                                                |
| 7                                                                              | =55                                                                            | Keita Cline                                                                    | Brittiska Jungfruöarna                                                         | 3                                                                              | 0.199 s                                                                        | 21.42 s                                                                        |                                                                                |                                                                                |

| Heat 5 av 9 Datum: Onsdagen den 27 september 2000 Tid: 10:29 am Vind: +0,3 m/s | Heat 5 av 9 Datum: Onsdagen den 27 september 2000 Tid: 10:29 am Vind: +0,3 m/s | Heat 5 av 9 Datum: Onsdagen den 27 september 2000 Tid: 10:29 am Vind: +0,3 m/s | Heat 5 av 9 Datum: Onsdagen den 27 september 2000 Tid: 10:29 am Vind: +0,3 m/s | Heat 5 av 9 Datum: Onsdagen den 27 september 2000 Tid: 10:29 am Vind: +0,3 m/s | Heat 5 av 9 Datum: Onsdagen den 27 september 2000 Tid: 10:29 am Vind: +0,3 m/s | Heat 5 av 9 Datum: Onsdagen den 27 september 2000 Tid: 10:29 am Vind: +0,3 m/s | Heat 5 av 9 Datum: Onsdagen den 27 september 2000 Tid: 10:29 am Vind: +0,3 m/s | Heat 5 av 9 Datum: Onsdagen den 27 september 2000 Tid: 10:29 am Vind: +0,3 m/s |
| Placering                                                                      | Placering                                                                      | Idrottare                                                                      | Nation                                                                         | Bana                                                                           | Reaktion                                                                       | Tid                                                                            | Kval                                                                           | Rekord                                                                         |
| Heat                                                                           | Totalt                                                                         | Idrottare                                                                      | Nation                                                                         | Bana                                                                           | Reaktion                                                                       | Tid                                                                            | Kval                                                                           | Rekord                                                                         |
| ------------------------------------------------------------------------------ | ------------------------------------------------------------------------------ | ------------------------------------------------------------------------------ | ------------------------------------------------------------------------------ | ------------------------------------------------------------------------------ | ------------------------------------------------------------------------------ | ------------------------------------------------------------------------------ | ------------------------------------------------------------------------------ | ------------------------------------------------------------------------------ |
| 1                                                                              | 7                                                                              | Konstantinos Kenteris                                                          | Grekland                                                                       | 6                                                                              | 0,179 s                                                                        | 20,57 s                                                                        | Q                                                                              |                                                                                |
| 2                                                                              | 23                                                                             | Anninos Marcoullides                                                           | Cypern                                                                         | 5                                                                              | 0,190 s                                                                        | 20,83 s                                                                        | Q                                                                              |                                                                                |
| 3                                                                              | 28                                                                             | Marlon Devonish                                                                | Storbritannien                                                                 | 2                                                                              | 0,178 s                                                                        | 20,89 s                                                                        | Q                                                                              |                                                                                |
| 4                                                                              | =32                                                                            | André Domingos da Silva                                                        | Brasilien                                                                      | 3                                                                              | 0.237 s                                                                        | 20.95 s                                                                        |                                                                                |                                                                                |
| 5                                                                              | =42                                                                            | Aleksandr Rjabov                                                               | Ryssland                                                                       | 8                                                                              | 0.216 s                                                                        | 21.02 s                                                                        |                                                                                |                                                                                |
| 6                                                                              | =53                                                                            | Marián Vanderka                                                                | Slovakien                                                                      | 7                                                                              | 0.254 s                                                                        | 21.28 s                                                                        |                                                                                |                                                                                |
| 7                                                                              | 62                                                                             | Ali K. R. A. Al Neyadi                                                         | Förenade Arabemiraten                                                          | 4                                                                              | 0.280 s                                                                        | 21.93 s                                                                        |                                                                                |                                                                                |
| 8                                                                              | 65                                                                             | Christie van Wyk                                                               | Namibia                                                                        | 1                                                                              | 0.147 s                                                                        | 46.57 s                                                                        |                                                                                |                                                                                |

| Heat 6 av 9 Datum: Onsdagen den 27 september 2000 Tid: 10:35 am Vind: -0,4 m/s | Heat 6 av 9 Datum: Onsdagen den 27 september 2000 Tid: 10:35 am Vind: -0,4 m/s | Heat 6 av 9 Datum: Onsdagen den 27 september 2000 Tid: 10:35 am Vind: -0,4 m/s | Heat 6 av 9 Datum: Onsdagen den 27 september 2000 Tid: 10:35 am Vind: -0,4 m/s | Heat 6 av 9 Datum: Onsdagen den 27 september 2000 Tid: 10:35 am Vind: -0,4 m/s | Heat 6 av 9 Datum: Onsdagen den 27 september 2000 Tid: 10:35 am Vind: -0,4 m/s | Heat 6 av 9 Datum: Onsdagen den 27 september 2000 Tid: 10:35 am Vind: -0,4 m/s | Heat 6 av 9 Datum: Onsdagen den 27 september 2000 Tid: 10:35 am Vind: -0,4 m/s | Heat 6 av 9 Datum: Onsdagen den 27 september 2000 Tid: 10:35 am Vind: -0,4 m/s |
| Placering                                                                      | Placering                                                                      | Idrottare                                                                      | Nation                                                                         | Bana                                                                           | Reaktion                                                                       | Tid                                                                            | Kval                                                                           | Rekord                                                                         |
| Heat                                                                           | Totalt                                                                         | Idrottare                                                                      | Nation                                                                         | Bana                                                                           | Reaktion                                                                       | Tid                                                                            | Kval                                                                           | Rekord                                                                         |
| ------------------------------------------------------------------------------ | ------------------------------------------------------------------------------ | ------------------------------------------------------------------------------ | ------------------------------------------------------------------------------ | ------------------------------------------------------------------------------ | ------------------------------------------------------------------------------ | ------------------------------------------------------------------------------ | ------------------------------------------------------------------------------ | ------------------------------------------------------------------------------ |
| 1                                                                              | 1                                                                              | Christopher Williams                                                           | Jamaica                                                                        | 5                                                                              | 0,189 s                                                                        | 20,45 s                                                                        | Q                                                                              |                                                                                |
| 2                                                                              | 9                                                                              | Shingo Suetsugu                                                                | Japan                                                                          | 1                                                                              | 0,184 s                                                                        | 20,60 s                                                                        | Q                                                                              |                                                                                |
| 3                                                                              | =32                                                                            | Venancio José                                                                  | Spanien                                                                        | 7                                                                              | 0,179 s                                                                        | 20,95 s                                                                        | Q                                                                              |                                                                                |
| 4                                                                              | =39                                                                            | Martin Lachkovics                                                              | Österrike                                                                      | 3                                                                              | 0.163 s                                                                        | 21.00 s                                                                        |                                                                                |                                                                                |
| 5                                                                              | =39                                                                            | Andrew Tynes                                                                   | Bahamas                                                                        | 4                                                                              | 0.169 s                                                                        | 21.00 s                                                                        |                                                                                |                                                                                |
| 6                                                                              | =55                                                                            | Jimmy Pino                                                                     | Colombia                                                                       | 6                                                                              | 0.179 s                                                                        | 21.42 s                                                                        |                                                                                |                                                                                |
| 7                                                                              | 58                                                                             | Pascal Dangbo                                                                  | Benin                                                                          | 8                                                                              | 0.158 s                                                                        | 21.54 s                                                                        |                                                                                |                                                                                |
| 8                                                                              | 60                                                                             | Maqsood Ahmad                                                                  | Pakistan                                                                       | 2                                                                              | 0.181 s                                                                        | 21.70 s                                                                        |                                                                                |                                                                                |

| Heat 7 av 9 Datum: Onsdagen den 27 september 2000 Tid: 10:41 am Vind: +0,5 m/s | Heat 7 av 9 Datum: Onsdagen den 27 september 2000 Tid: 10:41 am Vind: +0,5 m/s | Heat 7 av 9 Datum: Onsdagen den 27 september 2000 Tid: 10:41 am Vind: +0,5 m/s | Heat 7 av 9 Datum: Onsdagen den 27 september 2000 Tid: 10:41 am Vind: +0,5 m/s | Heat 7 av 9 Datum: Onsdagen den 27 september 2000 Tid: 10:41 am Vind: +0,5 m/s | Heat 7 av 9 Datum: Onsdagen den 27 september 2000 Tid: 10:41 am Vind: +0,5 m/s | Heat 7 av 9 Datum: Onsdagen den 27 september 2000 Tid: 10:41 am Vind: +0,5 m/s | Heat 7 av 9 Datum: Onsdagen den 27 september 2000 Tid: 10:41 am Vind: +0,5 m/s | Heat 7 av 9 Datum: Onsdagen den 27 september 2000 Tid: 10:41 am Vind: +0,5 m/s |
| Placering                                                                      | Placering                                                                      | Idrottare                                                                      | Nation                                                                         | Bana                                                                           | Reaktion                                                                       | Tid                                                                            | Kval                                                                           | Rekord                                                                         |
| Heat                                                                           | Totalt                                                                         | Idrottare                                                                      | Nation                                                                         | Bana                                                                           | Reaktion                                                                       | Tid                                                                            | Kval                                                                           | Rekord                                                                         |
| ------------------------------------------------------------------------------ | ------------------------------------------------------------------------------ | ------------------------------------------------------------------------------ | ------------------------------------------------------------------------------ | ------------------------------------------------------------------------------ | ------------------------------------------------------------------------------ | ------------------------------------------------------------------------------ | ------------------------------------------------------------------------------ | ------------------------------------------------------------------------------ |
| 1                                                                              | 12                                                                             | Obadele Thompson                                                               | Barbados                                                                       | 4                                                                              | 0,192 s                                                                        | 20,69 s                                                                        | Q                                                                              |                                                                                |
| 2                                                                              | =13                                                                            | Joseph Batangdon                                                               | Kamerun                                                                        | 8                                                                              | 0,176 s                                                                        | 20,70 s                                                                        | Q                                                                              |                                                                                |
| 3                                                                              | 19                                                                             | Antoine Boussombo                                                              | Gabon                                                                          | 6                                                                              | 0,161 s                                                                        | 20,78 s                                                                        | Q                                                                              |                                                                                |
| 4                                                                              | =29                                                                            | Matt Shirvington                                                               | Australien                                                                     | 3                                                                              | 0.168 s                                                                        | 20.91 s                                                                        | q                                                                              |                                                                                |
| 5                                                                              | 46                                                                             | Carlos Gats                                                                    | Argentina                                                                      | 1                                                                              | 0.181 s                                                                        | 21.15 s                                                                        |                                                                                |                                                                                |
| 6                                                                              | 49                                                                             | Ricardo Roach                                                                  | Chile                                                                          | 5                                                                              | 0.154 s                                                                        | 21.20 s                                                                        |                                                                                |                                                                                |
| 7                                                                              | 52                                                                             | Ezra Kenyoke Sambu                                                             | Kenya                                                                          | 7                                                                              | 0.377 s                                                                        | 21.23 s                                                                        |                                                                                |                                                                                |
| 8                                                                              | 64                                                                             | Sherwin James                                                                  | Dominica                                                                       | 2                                                                              | 0.195 s                                                                        | 22.40 s                                                                        |                                                                                |                                                                                |

| Heat 8 av 9 Datum: Onsdagen den 27 september 2000 Tid: 10:47 am Vind: +0,4 m/s | Heat 8 av 9 Datum: Onsdagen den 27 september 2000 Tid: 10:47 am Vind: +0,4 m/s | Heat 8 av 9 Datum: Onsdagen den 27 september 2000 Tid: 10:47 am Vind: +0,4 m/s | Heat 8 av 9 Datum: Onsdagen den 27 september 2000 Tid: 10:47 am Vind: +0,4 m/s | Heat 8 av 9 Datum: Onsdagen den 27 september 2000 Tid: 10:47 am Vind: +0,4 m/s | Heat 8 av 9 Datum: Onsdagen den 27 september 2000 Tid: 10:47 am Vind: +0,4 m/s | Heat 8 av 9 Datum: Onsdagen den 27 september 2000 Tid: 10:47 am Vind: +0,4 m/s | Heat 8 av 9 Datum: Onsdagen den 27 september 2000 Tid: 10:47 am Vind: +0,4 m/s | Heat 8 av 9 Datum: Onsdagen den 27 september 2000 Tid: 10:47 am Vind: +0,4 m/s |
| Placering                                                                      | Placering                                                                      | Idrottare                                                                      | Nation                                                                         | Bana                                                                           | Reaktion                                                                       | Tid                                                                            | Kval                                                                           | Rekord                                                                         |
| Heat                                                                           | Totalt                                                                         | Idrottare                                                                      | Nation                                                                         | Bana                                                                           | Reaktion                                                                       | Tid                                                                            | Kval                                                                           | Rekord                                                                         |
| ------------------------------------------------------------------------------ | ------------------------------------------------------------------------------ | ------------------------------------------------------------------------------ | ------------------------------------------------------------------------------ | ------------------------------------------------------------------------------ | ------------------------------------------------------------------------------ | ------------------------------------------------------------------------------ | ------------------------------------------------------------------------------ | ------------------------------------------------------------------------------ |
| 1                                                                              | =2                                                                             | John Capel, Jr.                                                                | USA                                                                            | 4                                                                              | 0,216 s                                                                        | 20,49 s                                                                        | Q                                                                              |                                                                                |
| 2                                                                              | =4                                                                             | Christian Malcolm                                                              | Storbritannien                                                                 | 6                                                                              | 0,272 s                                                                        | 20,52 s                                                                        | Q                                                                              |                                                                                |
| 3                                                                              | 8                                                                              | Alessandro Cavallaro                                                           | Italien                                                                        | 5                                                                              | 0.192 s                                                                        | 20.58 s                                                                        | Q                                                                              |                                                                                |
| 4                                                                              | =21                                                                            | Héber Viera                                                                    | Uruguay                                                                        | 8                                                                              | 0.180 s                                                                        | 20.82 s                                                                        | q                                                                              | SB                                                                             |
| 5                                                                              | 27                                                                             | Patrick Johnson                                                                | Australien                                                                     | 2                                                                              | 0.225 s                                                                        | 20.88 s                                                                        | q                                                                              |                                                                                |
| 6                                                                              | =44                                                                            | Anastasios Gousis                                                              | Grekland                                                                       | 7                                                                              | 0.325 s                                                                        | 21.10 s                                                                        |                                                                                |                                                                                |
| 7                                                                              | 47                                                                             | Salem M. M. Al Yami                                                            | Saudiarabien                                                                   | 3                                                                              | 0.261 s                                                                        | 21.18 s                                                                        |                                                                                |                                                                                |

| Heat 9 av 9 Datum: Datum: Onsdagen den 27 september 2000 Tid: 10:53 am Vind: -1,0 m/s | Heat 9 av 9 Datum: Datum: Onsdagen den 27 september 2000 Tid: 10:53 am Vind: -1,0 m/s | Heat 9 av 9 Datum: Datum: Onsdagen den 27 september 2000 Tid: 10:53 am Vind: -1,0 m/s | Heat 9 av 9 Datum: Datum: Onsdagen den 27 september 2000 Tid: 10:53 am Vind: -1,0 m/s | Heat 9 av 9 Datum: Datum: Onsdagen den 27 september 2000 Tid: 10:53 am Vind: -1,0 m/s | Heat 9 av 9 Datum: Datum: Onsdagen den 27 september 2000 Tid: 10:53 am Vind: -1,0 m/s | Heat 9 av 9 Datum: Datum: Onsdagen den 27 september 2000 Tid: 10:53 am Vind: -1,0 m/s | Heat 9 av 9 Datum: Datum: Onsdagen den 27 september 2000 Tid: 10:53 am Vind: -1,0 m/s | Heat 9 av 9 Datum: Datum: Onsdagen den 27 september 2000 Tid: 10:53 am Vind: -1,0 m/s |
| Placering                                                                             | Placering                                                                             | Idrottare                                                                             | Nation                                                                                | Bana                                                                                  | Reaktion                                                                              | Tid                                                                                   | Kval                                                                                  | Rekord                                                                                |
| Heat                                                                                  | Totalt                                                                                | Idrottare                                                                             | Nation                                                                                | Bana                                                                                  | Reaktion                                                                              | Tid                                                                                   | Kval                                                                                  | Rekord                                                                                |
| ------------------------------------------------------------------------------------- | ------------------------------------------------------------------------------------- | ------------------------------------------------------------------------------------- | ------------------------------------------------------------------------------------- | ------------------------------------------------------------------------------------- | ------------------------------------------------------------------------------------- | ------------------------------------------------------------------------------------- | ------------------------------------------------------------------------------------- | ------------------------------------------------------------------------------------- |
| 1                                                                                     | =13                                                                                   | Claudinei da Silva                                                                    | Brasilien                                                                             | 5                                                                                     | 0,176 s                                                                               | 20,70 s                                                                               | Q                                                                                     |                                                                                       |
| 2                                                                                     | 24                                                                                    | Dwight Thomas                                                                         | Jamaica                                                                               | 3                                                                                     | 0,192 s                                                                               | 20,85 s                                                                               | Q                                                                                     |                                                                                       |
| 3                                                                                     | =25                                                                                   | Oumar Loum                                                                            | Senegal                                                                               | 7                                                                                     | 0,201 s                                                                               | 20,87 s                                                                               | Q                                                                                     |                                                                                       |
| 4                                                                                     | =36                                                                                   | Paul Brizzell                                                                         | Irland                                                                                | 6                                                                                     | 0.178 s                                                                               | 20.98 s                                                                               |                                                                                       |                                                                                       |
| 5                                                                                     | 48                                                                                    | Mohamed Al Hooti                                                                      | Oman                                                                                  | 1                                                                                     | 0.226 s                                                                               | 21.19 s                                                                               |                                                                                       |                                                                                       |
| 6                                                                                     | 57                                                                                    | Dominic Demeritte                                                                     | Bahamas                                                                               | 4                                                                                     | 0.167 s                                                                               | 21.47 s                                                                               |                                                                                       |                                                                                       |
| 7                                                                                     | 59                                                                                    | Joseph Loua                                                                           | Guinea                                                                                | 2                                                                                     | 0.244 s                                                                               | 21.60 s                                                                               |                                                                                       |                                                                                       |
| 8                                                                                     | 61                                                                                    | N'Kosie Barnes                                                                        | Antigua och Barbuda                                                                   | 8                                                                                     | 0.205 s                                                                               | 21.82 s                                                                               |                                                                                       |                                                                                       |

| Omgång 1 Totala resultat | Omgång 1 Totala resultat | Omgång 1 Totala resultat | Omgång 1 Totala resultat | Omgång 1 Totala resultat | Omgång 1 Totala resultat | Omgång 1 Totala resultat | Omgång 1 Totala resultat | Omgång 1 Totala resultat | Omgång 1 Totala resultat |
| Placering                | Idrottare                | Nation                   | Heat                     | Bana                     | Placering                | Vind                     | Tid                      | Kval                     | Rekord                   |
| ------------------------ | ------------------------ | ------------------------ | ------------------------ | ------------------------ | ------------------------ | ------------------------ | ------------------------ | ------------------------ | ------------------------ |
| 1                        | Christopher Williams     | Jamaica                  | 6                        | 5                        | 1                        | -0,4                     | 20,45 s                  | Q                        |                          |
| 2                        | John Capel, Jr.          | USA                      | 8                        | 4                        | 1                        | +0.4                     | 20.49 s                  | Q                        |                          |
| 2                        | Coby Miller              | USA                      | 4                        | 6                        | 1                        | +0.2                     | 20.49 s                  | Q                        |                          |
| 4                        | Ato Boldon               | Trinidad och Tobago      | 3                        | 2                        | 1                        | +0.5                     | 20.52 s                  | Q                        |                          |
| 4                        | Kim Collins              | Saint Kitts och Nevis    | 3                        | 5                        | 2                        | +0.5                     | 20.52 s                  | Q                        |                          |
| 4                        | Christian Malcolm        | Storbritannien           | 8                        | 6                        | 2                        | +0.4                     | 20.52 s                  | Q                        |                          |
| 7                        | Konstantinos Kenteris    | Grekland                 | 5                        | 6                        | 1                        | +0.3                     | 20.57 s                  | Q                        |                          |
| 8                        | Alessandro Cavallaro     | Italien                  | 8                        | 5                        | 3                        | +0.4                     | 20.58 s                  | Q                        |                          |
| 9                        | Shingo Suetsugu          | Japan                    | 6                        | 1                        | 2                        | -0.4                     | 20.60 s                  | Q                        |                          |
| 10                       | Marcin Urbaś             | Polen                    | 3                        | 4                        | 3                        | +0.5                     | 20.62 s                  | Q                        |                          |
| 11                       | Floyd Heard              | USA                      | 2                        | 7                        | 1                        | -0.2                     | 20.68 s                  | Q                        |                          |
| 12                       | Obadele Thompson         | Barbados                 | 7                        | 4                        | 1                        | +0.5                     | 20.69 s                  | Q                        |                          |
| 13                       | Joseph Batangdon         | Kamerun                  | 7                        | 8                        | 2                        | +0.5                     | 20.70 s                  | Q                        |                          |
| 13                       | Claudinei da Silva       | Brasilien                | 9                        | 5                        | 1                        | -0.1                     | 20.70 s                  | Q                        |                          |
| 15                       | Darren Campbell          | Storbritannien           | 4                        | 4                        | 2                        | +0.2                     | 20.71 s                  | Q                        |                          |
| 16                       | Koji Ito                 | Japan                    | 2                        | 4                        | 2                        | -0.2                     | 20.75 s                  | Q                        | SB                       |
| 17                       | Francis Obikwelu         | Nigeria                  | 1                        | 1                        | 1                        | -0.3                     | 20.76 s                  | Q                        |                          |
| 17                       | Geir Moen                | Norge                    | 3                        | 7                        | 4                        | +0.5                     | 20.76 s                  | q                        |                          |
| 19                       | Antoine Boussombo        | Gabon                    | 7                        | 6                        | 3                        | +0.5                     | 20.78 s                  | Q                        |                          |
| 20                       | Stéphan Buckland         | Mauritius                | 1                        | 8                        | 2                        | -0.3                     | 20.81 s                  | Q                        |                          |
| 21                       | Tommi Hartonen           | Finland                  | 2                        | 8                        | 3                        | -0.2                     | 20.82 s                  | Q                        |                          |
| 21                       | Héber Viera              | Uruguay                  | 8                        | 8                        | 4                        | +0.4                     | 20.82 s                  | q                        | SB                       |
| 23                       | Anninos Marcoullides     | Cypern                   | 5                        | 5                        | 2                        | +0.3                     | 20.83 s                  | Q                        |                          |
| 24                       | Dwight Thomas            | Jamaica                  | 9                        | 3                        | 2                        | -0.1                     | 20.85 s                  | Q                        |                          |
| 25                       | Uchenna Emedolu          | Nigeria                  | 4                        | 5                        | 3                        | +0.2                     | 20.87 s                  | Q                        |                          |
| 25                       | Oumar Loum               | Senegal                  | 9                        | 7                        | 3                        | -0.1                     | 20.87 s                  | Q                        |                          |
| 27                       | Patrick Johnson          | Australien               | 8                        | 2                        | 5                        | +0.4                     | 20.88 s                  | q                        |                          |
| 28                       | Marlon Devonish          | Storbritannien           | 5                        | 2                        | 3                        | +0.3                     | 20.89 s                  | Q                        |                          |
| 29                       | Matt Shirvington         | Australien               | 7                        | 3                        | 4                        | +0.5                     | 20.91 s                  | q                        |                          |
| 29                       | Petko Jankov             | Bulgarien                | 2                        | 5                        | 4                        | -0.2                     | 20.91 s                  | q                        |                          |
| 31                       | Gidon Jablonka           | Israel                   | 3                        | 8                        | 5                        | +0.5                     | 20.92 s                  |                          |                          |
| 32                       | Venancio José            | Spanien                  | 6                        | 7                        | 3                        | -0.4                     | 20.95 s                  | Q                        |                          |
| 32                       | Renward Wells            | Bahamas                  | 1                        | 5                        | 3                        | -0.3                     | 20.95 s                  | Q                        |                          |
| 32                       | Gennadij Tjernovol       | Kazakstan                | 3                        | 3                        | 6                        | +0.5                     | 20.95 s                  |                          |                          |
| 32                       | André Domingos da Silva  | Brasilien                | 5                        | 3                        | 4                        | +0.3                     | 20.95 s                  |                          |                          |
| 36                       | Paul Brizzell            | Irland                   | 9                        | 6                        | 4                        | -0.1                     | 20.98 s                  |                          |                          |
| 36                       | Ahmed Yves Douhou        | Elfenbenskusten          | 4                        | 7                        | 4                        | +0.2                     | 20.98 s                  |                          |                          |
| 36                       | Darryl Wohlsen           | Australien               | 2                        | 2                        | 5                        | -0.2                     | 20.98 s                  |                          |                          |
| 39                       | John Ertzgaard           | Norge                    | 1                        | 6                        | 4                        | -0.3                     | 21.00 s                  |                          |                          |
| 39                       | Martin Lachkovics        | Österrike                | 6                        | 3                        | 4                        | -0.4                     | 21.00 s                  |                          |                          |
| 39                       | Andrew Tynes             | Bahamas                  | 6                        | 4                        | 5                        | -0.4                     | 21.00 s                  |                          |                          |
| 42                       | Aleksandr Rjabov         | Ryssland                 | 5                        | 8                        | 5                        | +0.3                     | 21.02 s                  |                          |                          |
| 43                       | Ricardo Williams         | Jamaica                  | 4                        | 2                        | 5                        | +0.2                     | 21.09 s                  |                          |                          |
| 44                       | Sayon Cooper             | Liberia                  | 1                        | 3                        | 5                        | -0.3                     | 21.10 s                  |                          |                          |
| 44                       | Anastasios Gousis        | Grekland                 | 8                        | 7                        | 6                        | +0.4                     | 21.10 s                  |                          |                          |
| 46                       | Carlos Gats              | Argentina                | 7                        | 1                        | 5                        | +0.5                     | 21.15 s                  |                          |                          |
| 47                       | Salem M. M. Al Yami      | Saudiarabien             | 8                        | 3                        | 7                        | +0.4                     | 21.18 s                  |                          |                          |
| 48                       | Mohamed Al Hooti         | Oman                     | 9                        | 1                        | 5                        | -0.1                     | 21.19 s                  |                          |                          |
| 49                       | Ricardo Roach            | Chile                    | 7                        | 5                        | 6                        | +0.5                     | 21.20 s                  |                          |                          |
| 50                       | Julian Raeburn           | Trinidad och Tobago      | 4                        | 8                        | 6                        | +0.2                     | 21.21 s                  |                          |                          |
| 51                       | Albert Agyemang          | Ghana                    | 1                        | 4                        | 6                        | -0.3                     | 21.22 s                  |                          |                          |
| 52                       | Ezra Kenyoke Sambu       | Kenya                    | 7                        | 7                        | 7                        | +0.5                     | 21.23 s                  |                          |                          |
| 53                       | Pierre Browne            | Kanada                   | 2                        | 6                        | 6                        | -0.2                     | 21.28 s                  |                          |                          |
| 53                       | Marián Vanderka          | Slovakien                | 5                        | 7                        | 6                        | +0.3                     | 21.28 s                  |                          |                          |
| 55                       | Keita Cline              | Brittiska Jungfruöarna   | 4                        | 3                        | 7                        | +0.2                     | 21.42 s                  |                          |                          |
| 55                       | Jimmy Pino               | Colombia                 | 6                        | 6                        | 6                        | -0.4                     | 21.42 s                  |                          |                          |
| 57                       | Dominic Demeritte        | Bahamas                  | 9                        | 4                        | 6                        | -0.1                     | 21.47 s                  |                          |                          |
| 58                       | Pascal Dangbo            | Benin                    | 6                        | 8                        | 7                        | -0.4                     | 21.54 s                  |                          |                          |
| 59                       | Joseph Loua              | Guinea                   | 9                        | 2                        | 7                        | -0.1                     | 21.60 s                  |                          |                          |
| 60                       | Maqsood Ahmad            | Pakistan                 | 6                        | 2                        | 8                        | -0.4                     | 21.70 s                  |                          |                          |
| 61                       | N'Kosie Barnes           | Antigua och Barbuda      | 9                        | 8                        | 8                        | -0.1                     | 21.82 s                  |                          |                          |
| 62                       | Ali K. R. A. Al Neyadi   | Förenade Arabemiraten    | 5                        | 4                        | 7                        | +0.3                     | 21.93 s                  |                          |                          |
| 63                       | Jayson Jones             | Belgien                  | 1                        | 7                        | 7                        | -0.3                     | 22.20 s                  |                          |                          |
| 64                       | Sherwin James            | Dominica                 | 7                        | 2                        | 8                        | +0.5                     | 22.40 s                  |                          |                          |
| 65                       | Christie van Wyk         | Namibia                  | 5                        | 1                        | 8                        | +0.3                     | 46.57 s                  |                          |                          |
| -                        | Tanko Braimah            | Ghana                    | 2                        | 3                        | -                        | -0.2                     | DQ                       |                          |                          |
| -                        | Mohammad Mahabub Alam    | Bangladesh               | 1                        | 2                        | -                        | -0.3                     | DNF                      |                          |                          |
| -                        | Alexios Alexopoulos      | Grekland                 | 3                        | 6                        | -                        | +0.5                     | DNS                      |                          |                          |

### Omgång 2
| Heat 1 av 4 Datum: Onsdagen den 27 september 2000 Tid: 7:30 pm Vind: +0,3 m/s | Heat 1 av 4 Datum: Onsdagen den 27 september 2000 Tid: 7:30 pm Vind: +0,3 m/s | Heat 1 av 4 Datum: Onsdagen den 27 september 2000 Tid: 7:30 pm Vind: +0,3 m/s | Heat 1 av 4 Datum: Onsdagen den 27 september 2000 Tid: 7:30 pm Vind: +0,3 m/s | Heat 1 av 4 Datum: Onsdagen den 27 september 2000 Tid: 7:30 pm Vind: +0,3 m/s | Heat 1 av 4 Datum: Onsdagen den 27 september 2000 Tid: 7:30 pm Vind: +0,3 m/s | Heat 1 av 4 Datum: Onsdagen den 27 september 2000 Tid: 7:30 pm Vind: +0,3 m/s | Heat 1 av 4 Datum: Onsdagen den 27 september 2000 Tid: 7:30 pm Vind: +0,3 m/s | Heat 1 av 4 Datum: Onsdagen den 27 september 2000 Tid: 7:30 pm Vind: +0,3 m/s |
| Placering                                                                     | Placering                                                                     | Idrottare                                                                     | Nation                                                                        | Bana                                                                          | Reaktion                                                                      | Tid                                                                           | Kval                                                                          | Rekord                                                                        |
| Heat                                                                          | Totalt                                                                        | Idrottare                                                                     | Nation                                                                        | Bana                                                                          | Reaktion                                                                      | Tid                                                                           | Kval                                                                          | Rekord                                                                        |
| ----------------------------------------------------------------------------- | ----------------------------------------------------------------------------- | ----------------------------------------------------------------------------- | ----------------------------------------------------------------------------- | ----------------------------------------------------------------------------- | ----------------------------------------------------------------------------- | ----------------------------------------------------------------------------- | ----------------------------------------------------------------------------- | ----------------------------------------------------------------------------- |
| 1                                                                             | =1                                                                            | Darren Campbell                                                               | Storbritannien                                                                | 3                                                                             | 0,175 s                                                                       | 20,13 s                                                                       | Q                                                                             | PB                                                                            |
| 2                                                                             | 3                                                                             | Konstantinos Kenteris                                                         | Grekland                                                                      | 6                                                                             | 0,203 s                                                                       | 20,14 s                                                                       | NR                                                                            |                                                                               |
| 3                                                                             | 9                                                                             | Ato Boldon                                                                    | Trinidad och Tobago                                                           | 4                                                                             | 0,160 s                                                                       | 20,28 s                                                                       | Q                                                                             |                                                                               |
| 4                                                                             | =11                                                                           | Shingo Suetsugu                                                               | Japan                                                                         | 5                                                                             | 0.182 s                                                                       | 20.37 s                                                                       | Q                                                                             |                                                                               |
| 5                                                                             | 13                                                                            | Marcin Urbaś                                                                  | Polen                                                                         | 8                                                                             | 0.159 s                                                                       | 20.43 s                                                                       |                                                                               | SB                                                                            |
| 6                                                                             | 21                                                                            | Geir Moen                                                                     | Norge                                                                         | 7                                                                             | 0.165 s                                                                       | 20.65 s                                                                       |                                                                               |                                                                               |
| 7                                                                             | =23                                                                           | Antoine Boussombo                                                             | Gabon                                                                         | 2                                                                             | 0.163 s                                                                       | 20.71 s                                                                       |                                                                               |                                                                               |
| 8                                                                             | 30                                                                            | Héber Viera                                                                   | Uruguay                                                                       | 1                                                                             | 0.196 s                                                                       | 20.97 s                                                                       |                                                                               |                                                                               |

| Heat 2 av 4 Datum: Onsdagen den 27 september 2000 Tid: 7:37 pm Vind: 0,0 | Heat 2 av 4 Datum: Onsdagen den 27 september 2000 Tid: 7:37 pm Vind: 0,0 | Heat 2 av 4 Datum: Onsdagen den 27 september 2000 Tid: 7:37 pm Vind: 0,0 | Heat 2 av 4 Datum: Onsdagen den 27 september 2000 Tid: 7:37 pm Vind: 0,0 | Heat 2 av 4 Datum: Onsdagen den 27 september 2000 Tid: 7:37 pm Vind: 0,0 | Heat 2 av 4 Datum: Onsdagen den 27 september 2000 Tid: 7:37 pm Vind: 0,0 | Heat 2 av 4 Datum: Onsdagen den 27 september 2000 Tid: 7:37 pm Vind: 0,0 | Heat 2 av 4 Datum: Onsdagen den 27 september 2000 Tid: 7:37 pm Vind: 0,0 | Heat 2 av 4 Datum: Onsdagen den 27 september 2000 Tid: 7:37 pm Vind: 0,0 |
| Placering                                                                | Placering                                                                | Idrottare                                                                | Nation                                                                   | Bana                                                                     | Reaktion                                                                 | Tid                                                                      | Kval                                                                     | Rekord                                                                   |
| Heat                                                                     | Totalt                                                                   | Idrottare                                                                | Nation                                                                   | Bana                                                                     | Reaktion                                                                 | Tid                                                                      | Kval                                                                     | Rekord                                                                   |
| ------------------------------------------------------------------------ | ------------------------------------------------------------------------ | ------------------------------------------------------------------------ | ------------------------------------------------------------------------ | ------------------------------------------------------------------------ | ------------------------------------------------------------------------ | ------------------------------------------------------------------------ | ------------------------------------------------------------------------ | ------------------------------------------------------------------------ |
| 1                                                                        | 4                                                                        | Obadele Thompson                                                         | Barbados                                                                 | 6                                                                        | 0,195 s                                                                  | 20,16 s                                                                  | Q                                                                        |                                                                          |
| 2                                                                        | =11                                                                      | Coby Miller                                                              | USA                                                                      | 3                                                                        | 0,239 s                                                                  | 20,37 s                                                                  | Q                                                                        |                                                                          |
| 3                                                                        | =14                                                                      | Kim Collins                                                              | Saint Kitts och Nevis                                                    | 4                                                                        | 0,171 s                                                                  | 20,47 s                                                                  | Q                                                                        |                                                                          |
| 4                                                                        | 18                                                                       | Koji Ito                                                                 | Japan                                                                    | 5                                                                        | 0.208 s                                                                  | 20.56 s                                                                  | Q                                                                        | SB                                                                       |
| 5                                                                        | 19                                                                       | Dwight Thomas                                                            | Jamaica                                                                  | 8                                                                        | 0.206 s                                                                  | 20.58 s                                                                  |                                                                          | PB                                                                       |
| 6                                                                        | 25                                                                       | Petko Jankov                                                             | Bulgarien                                                                | 2                                                                        | 0.169 s                                                                  | 20.75 s                                                                  |                                                                          |                                                                          |
| 7                                                                        | 26                                                                       | Venancio José                                                            | Spanien                                                                  | 7                                                                        | 0.182 s                                                                  | 20.79 s                                                                  |                                                                          |                                                                          |
| 8                                                                        | 29                                                                       | Uchenna Emedolu                                                          | Nigeria                                                                  | 1                                                                        | 0.195 s                                                                  | 20.93 s                                                                  |                                                                          |                                                                          |

| Heat 3 av 4 Datum: Onsdagen den 27 september 2000 Tid: 7:44 pm Vind: -0,2 m/s | Heat 3 av 4 Datum: Onsdagen den 27 september 2000 Tid: 7:44 pm Vind: -0,2 m/s | Heat 3 av 4 Datum: Onsdagen den 27 september 2000 Tid: 7:44 pm Vind: -0,2 m/s | Heat 3 av 4 Datum: Onsdagen den 27 september 2000 Tid: 7:44 pm Vind: -0,2 m/s | Heat 3 av 4 Datum: Onsdagen den 27 september 2000 Tid: 7:44 pm Vind: -0,2 m/s | Heat 3 av 4 Datum: Onsdagen den 27 september 2000 Tid: 7:44 pm Vind: -0,2 m/s | Heat 3 av 4 Datum: Onsdagen den 27 september 2000 Tid: 7:44 pm Vind: -0,2 m/s | Heat 3 av 4 Datum: Onsdagen den 27 september 2000 Tid: 7:44 pm Vind: -0,2 m/s | Heat 3 av 4 Datum: Onsdagen den 27 september 2000 Tid: 7:44 pm Vind: -0,2 m/s |
| Placering                                                                     | Placering                                                                     | Idrottare                                                                     | Nation                                                                        | Bana                                                                          | Reaktion                                                                      | Tid                                                                           | Kval                                                                          | Rekord                                                                        |
| Heat                                                                          | Totalt                                                                        | Idrottare                                                                     | Nation                                                                        | Bana                                                                          | Reaktion                                                                      | Tid                                                                           | Kval                                                                          | Rekord                                                                        |
| ----------------------------------------------------------------------------- | ----------------------------------------------------------------------------- | ----------------------------------------------------------------------------- | ----------------------------------------------------------------------------- | ----------------------------------------------------------------------------- | ----------------------------------------------------------------------------- | ----------------------------------------------------------------------------- | ----------------------------------------------------------------------------- | ----------------------------------------------------------------------------- |
| 1                                                                             | =1                                                                            | John Capel, Jr.                                                               | USA                                                                           | 5                                                                             | 0,169 s                                                                       | 20,13 s                                                                       | Q                                                                             |                                                                               |
| 2                                                                             | 5                                                                             | Christian Malcolm                                                             | Storbritannien                                                                | 3                                                                             | 0,196 s                                                                       | 20,19 s                                                                       | Q                                                                             | PB                                                                            |
| 3                                                                             | =6                                                                            | Claudinei da Silva                                                            | Brasilien                                                                     | 4                                                                             | 0,139 s                                                                       | 20,24 s                                                                       | Q                                                                             |                                                                               |
| 4                                                                             | =14                                                                           | Tommi Hartonen                                                                | Finland                                                                       | 8                                                                             | 0.179 s                                                                       | 20.47 s                                                                       | Q                                                                             | NR                                                                            |
| 5                                                                             | 17                                                                            | Joseph Batangdon                                                              | Kamerun                                                                       | 6                                                                             | 0.247 s                                                                       | 20.55 s                                                                       |                                                                               |                                                                               |
| 6                                                                             | 22                                                                            | Alessandro Cavallaro                                                          | Italien                                                                       | 3                                                                             | 0.190 s                                                                       | 20.95 s                                                                       |                                                                               | SB                                                                            |
| 7                                                                             | 28                                                                            | Patrick Johnson                                                               | Australien                                                                    | 7                                                                             | 0.252 s                                                                       | 20.87 s                                                                       |                                                                               |                                                                               |
| 8                                                                             | 31                                                                            | Renward Wells                                                                 | Bahamas                                                                       | 2                                                                             | 0.162 s                                                                       | 21.26 s                                                                       |                                                                               |                                                                               |

| Heat 4 av 4 Datum: Onsdagen den 27 september 2000 Tid: 7:51 pm Vind: +0,4 m/s | Heat 4 av 4 Datum: Onsdagen den 27 september 2000 Tid: 7:51 pm Vind: +0,4 m/s | Heat 4 av 4 Datum: Onsdagen den 27 september 2000 Tid: 7:51 pm Vind: +0,4 m/s | Heat 4 av 4 Datum: Onsdagen den 27 september 2000 Tid: 7:51 pm Vind: +0,4 m/s | Heat 4 av 4 Datum: Onsdagen den 27 september 2000 Tid: 7:51 pm Vind: +0,4 m/s | Heat 4 av 4 Datum: Onsdagen den 27 september 2000 Tid: 7:51 pm Vind: +0,4 m/s | Heat 4 av 4 Datum: Onsdagen den 27 september 2000 Tid: 7:51 pm Vind: +0,4 m/s | Heat 4 av 4 Datum: Onsdagen den 27 september 2000 Tid: 7:51 pm Vind: +0,4 m/s | Heat 4 av 4 Datum: Onsdagen den 27 september 2000 Tid: 7:51 pm Vind: +0,4 m/s |
| Placering                                                                     | Placering                                                                     | Idrottare                                                                     | Nation                                                                        | Bana                                                                          | Reaktion                                                                      | Tid                                                                           | Kval                                                                          | Rekord                                                                        |
| Heat                                                                          | Totalt                                                                        | Idrottare                                                                     | Nation                                                                        | Bana                                                                          | Reaktion                                                                      | Tid                                                                           | Kval                                                                          | Rekord                                                                        |
| ----------------------------------------------------------------------------- | ----------------------------------------------------------------------------- | ----------------------------------------------------------------------------- | ----------------------------------------------------------------------------- | ----------------------------------------------------------------------------- | ----------------------------------------------------------------------------- | ----------------------------------------------------------------------------- | ----------------------------------------------------------------------------- | ----------------------------------------------------------------------------- |
| 1                                                                             | =6                                                                            | Floyd Heard                                                                   | USA                                                                           | 5                                                                             | 0,173 s                                                                       | 20,24 s                                                                       | Q                                                                             |                                                                               |
| 2                                                                             | 8                                                                             | Christopher Williams                                                          | Jamaica                                                                       | 4                                                                             | 0,187 s                                                                       | 20,25 s                                                                       | Q                                                                             |                                                                               |
| 3                                                                             | 10                                                                            | Francis Obikwelu                                                              | Nigeria                                                                       | 6                                                                             | 0,195 s                                                                       | 20,33 s                                                                       | Q                                                                             |                                                                               |
| 4                                                                             | 16                                                                            | Stéphan Buckland                                                              | Mauritius                                                                     | 3                                                                             | 0.237 s                                                                       | 20.53 s                                                                       | Q                                                                             |                                                                               |
| 5                                                                             | 20                                                                            | Oumar Loum                                                                    | Senegal                                                                       | 1                                                                             | 0.186 s                                                                       | 20.60 s                                                                       |                                                                               |                                                                               |
| 6                                                                             | =23                                                                           | Anninos Marcoullides                                                          | Cypern                                                                        | 8                                                                             | 0.196 s                                                                       | 20.71 s                                                                       |                                                                               | SB                                                                            |
| 7                                                                             | 27                                                                            | Marlon Devonish                                                               | Storbritannien                                                                | 7                                                                             | 0.163 s                                                                       | 20.82 s                                                                       |                                                                               |                                                                               |
| -                                                                             | -                                                                             | Matt Shirvington                                                              | Australien                                                                    | 2                                                                             |                                                                               | DNS                                                                           |                                                                               |                                                                               |

| Omgång 2 Totala resultat | Omgång 2 Totala resultat | Omgång 2 Totala resultat | Omgång 2 Totala resultat | Omgång 2 Totala resultat | Omgång 2 Totala resultat | Omgång 2 Totala resultat | Omgång 2 Totala resultat | Omgång 2 Totala resultat | Omgång 2 Totala resultat |
| Placering                | Idrottare                | Nation                   | Heat                     | Bana                     | Placering                | Vind                     | Tid                      | Kval                     | Rekord                   |
| ------------------------ | ------------------------ | ------------------------ | ------------------------ | ------------------------ | ------------------------ | ------------------------ | ------------------------ | ------------------------ | ------------------------ |
| =1                       | Darren Campbell          | Storbritannien           | 1                        | 3                        | 1                        | +0,                      | 20,13 s                  | Q                        | PB                       |
| =1                       | John Capel, Jr.          | USA                      | 3                        | 5                        | 1                        | -0.2                     | 20.13 s                  | Q                        |                          |
| 3                        | Konstantinos Kenteris    | Grekland                 | 1                        | 6                        | 2                        | +0.3                     | 20.14 s                  | Q                        | NR                       |
| 4                        | Obadele Thompson         | Barbados                 | 2                        | 6                        | 1                        | +0.0                     | 20.16 s                  | Q                        |                          |
| 5                        | Christian Malcolm        | Storbritannien           | 3                        | 3                        | 2                        | -0.2                     | 20.19 s                  | Q                        | PB                       |
| 6                        | Floyd Heard              | USA                      | 4                        | 5                        | 1                        | +0.4                     | 20.24 s                  | Q                        |                          |
| 6                        | Claudinei da Silva       | Brasilien                | 3                        | 4                        | 3                        | -0.2                     | 20.24 s                  | Q                        |                          |
| 8                        | Christopher Williams     | Jamaica                  | 4                        | 4                        | 2                        | +0.4                     | 20.25 s                  | Q                        |                          |
| 9                        | Ato Boldon               | Trinidad och Tobago      | 1                        | 4                        | 3                        | +0.3                     | 20.28 s                  | Q                        |                          |
| 10                       | Francis Obikwelu         | Nigeria                  | 3                        | 4                        | 3                        | +0.5                     | 20.33 s                  | Q                        |                          |
| 11                       | Coby Miller              | USA                      | 2                        | 3                        | 2                        | +0.0                     | 20.37 s                  | Q                        |                          |
| 11                       | Shingo Suetsugu          | Japan                    | 1                        | 5                        | 4                        | +0.3                     | 20.37 s                  | Q                        |                          |
| 13                       | Marcin Urbaś             | Polen                    | 1                        | 8                        | 5                        | +0.3                     | 20.43 s                  |                          | SB                       |
| 14                       | Kim Collins              | Saint Kitts och Nevis    | 2                        | 4                        | 3                        | +0.0                     | 20.47 s                  | Q                        |                          |
| 14                       | Tommi Hartonen           | Finland                  | 3                        | 8                        | 4                        | -0.2                     | 20.47 s                  | Q                        | NR                       |
| 16                       | Stéphan Buckland         | Mauritius                | 4                        | 3                        | 4                        | +0.4                     | 20.53 s                  | Q                        |                          |
| 17                       | Joseph Batangdon         | Kamerun                  | 3                        | 6                        | 5                        | -0.2                     | 20.55 s                  |                          |                          |
| 18                       | Koji Ito                 | Japan                    | 2                        | 5                        | 4                        | +0.0                     | 20.56 s                  | Q                        | SB                       |
| 19                       | Dwight Thomas            | Jamaica                  | 2                        | 8                        | 5                        | +0.0                     | 20.58 s                  |                          | PB                       |
| 20                       | Oumar Loum               | Senegal                  | 4                        | 1                        | 5                        | +0.4                     | 20.60 s                  |                          |                          |
| 21                       | Geir Moen                | Norge                    | 1                        | 7                        | 6                        | +0.3                     | 20.65 s                  |                          |                          |
| 22                       | Alessandro Cavallaro     | Italien                  | 3                        | 1                        | 6                        | -0.2                     | 20.69 s                  |                          |                          |
| 23                       | Antoine Boussombo        | Gabon                    | 1                        | 2                        | 7                        | +0.3                     | 20.71 s                  |                          |                          |
| 23                       | Anninos Marcoullides     | Cypern                   | 4                        | 8                        | 6                        | +0.4                     | 20.71 s                  |                          |                          |
| 25                       | Petko Jankov             | Bulgarien                | 2                        | 2                        | 6                        | +0.0                     | 20.75 s                  |                          |                          |
| 26                       | Venancio José            | Spanien                  | 2                        | 7                        | 7                        | -0.0                     | 20.79 s                  |                          |                          |
| 27                       | Marlon Devonish          | Storbritannien           | 4                        | 7                        | 7                        | +0.4                     | 20.82 s                  |                          |                          |
| 28                       | Patrick Johnson          | Australien               | 3                        | 7                        | 7                        | -0.2                     | 20.87 s                  |                          |                          |
| 29                       | Uchenna Emedolu          | Nigeria                  | 2                        | 1                        | 8                        | +0.0                     | 20.93 s                  |                          |                          |
| 30                       | Héber Viera              | Uruguay                  | 1                        | 1                        | 8                        | +0.3                     | 20.97 s                  |                          |                          |
| 31                       | Renward Wells            | Bahamas                  | 3                        | 2                        | 8                        | -0.2                     | 21.26 s                  |                          |                          |
| -                        | Matt Shirvington         | Australien               | 4                        | 2                        |                          | +0.4                     | DNS                      |                          |                          |

### Semifinaler
| Heat 1 av 2 Datum: Torsdagen den 28 september 2000 Vind: -1,1 m/s | Heat 1 av 2 Datum: Torsdagen den 28 september 2000 Vind: -1,1 m/s | Heat 1 av 2 Datum: Torsdagen den 28 september 2000 Vind: -1,1 m/s | Heat 1 av 2 Datum: Torsdagen den 28 september 2000 Vind: -1,1 m/s | Heat 1 av 2 Datum: Torsdagen den 28 september 2000 Vind: -1,1 m/s | Heat 1 av 2 Datum: Torsdagen den 28 september 2000 Vind: -1,1 m/s | Heat 1 av 2 Datum: Torsdagen den 28 september 2000 Vind: -1,1 m/s | Heat 1 av 2 Datum: Torsdagen den 28 september 2000 Vind: -1,1 m/s | Heat 1 av 2 Datum: Torsdagen den 28 september 2000 Vind: -1,1 m/s |
| Placering                                                         | Placering                                                         | Idrottare                                                         | Nation                                                            | Bana                                                              | Reaktion                                                          | Tid                                                               | Kval                                                              | Rekord                                                            |
| Heat                                                              | Totalt                                                            | Idrottare                                                         | Nation                                                            | Bana                                                              | Reaktion                                                          | Tid                                                               | Kval                                                              | Rekord                                                            |
| ----------------------------------------------------------------- | ----------------------------------------------------------------- | ----------------------------------------------------------------- | ----------------------------------------------------------------- | ----------------------------------------------------------------- | ----------------------------------------------------------------- | ----------------------------------------------------------------- | ----------------------------------------------------------------- | ----------------------------------------------------------------- |
| 1                                                                 | 1                                                                 | John Capel, Jr.                                                   | USA                                                               | 3                                                                 | 0,177 s                                                           | 20,10 s                                                           | Q                                                                 |                                                                   |
| 2                                                                 | 2                                                                 | Christian Malcolm                                                 | Storbritannien                                                    | 6                                                                 | 0,161 s                                                           | 20,19 s                                                           | Q                                                                 |                                                                   |
| 3                                                                 | =3                                                                | Ato Boldon                                                        | Trinidad och Tobago                                               | 8                                                                 | 0,147 s                                                           | 20,20 s                                                           | Q                                                                 |                                                                   |
| 4                                                                 | 5                                                                 | Obadele Thompson                                                  | Barbados                                                          | 5                                                                 | 0.199 s                                                           | 20.21 s                                                           | Q                                                                 |                                                                   |
| 5                                                                 | 9                                                                 | Christopher Williams                                              | Jamaica                                                           | 4                                                                 | 0.197 s                                                           | 20.47 s                                                           |                                                                   |                                                                   |
| 6                                                                 | 10                                                                | Stéphane Buckland                                                 | Mauritius                                                         | 4                                                                 | 0.197 s                                                           | 20.56 s                                                           |                                                                   |                                                                   |
| 7                                                                 | 15                                                                | Francis Obikwelu                                                  | Nigeria                                                           | 7                                                                 | 0.241 s                                                           | 20.71 s                                                           |                                                                   |                                                                   |
| 8                                                                 | 16                                                                | Tommi Hartonen                                                    | Finland                                                           | 2                                                                 | 0.170 s                                                           | 20.88 s                                                           |                                                                   |                                                                   |

| Heat 2 av 2 Datum: Torsdagen den 28 september 2000 Vind: +0,3 m/s | Heat 2 av 2 Datum: Torsdagen den 28 september 2000 Vind: +0,3 m/s | Heat 2 av 2 Datum: Torsdagen den 28 september 2000 Vind: +0,3 m/s | Heat 2 av 2 Datum: Torsdagen den 28 september 2000 Vind: +0,3 m/s | Heat 2 av 2 Datum: Torsdagen den 28 september 2000 Vind: +0,3 m/s | Heat 2 av 2 Datum: Torsdagen den 28 september 2000 Vind: +0,3 m/s | Heat 2 av 2 Datum: Torsdagen den 28 september 2000 Vind: +0,3 m/s | Heat 2 av 2 Datum: Torsdagen den 28 september 2000 Vind: +0,3 m/s | Heat 2 av 2 Datum: Torsdagen den 28 september 2000 Vind: +0,3 m/s |
| Placering                                                         | Placering                                                         | Idrottare                                                         | Nation                                                            | Bana                                                              | Reaktion                                                          | Tid                                                               | Kval                                                              | Rekord                                                            |
| Heat                                                              | Totalt                                                            | Idrottare                                                         | Nation                                                            | Bana                                                              | Reaktion                                                          | Tid                                                               | Kval                                                              | Rekord                                                            |
| ----------------------------------------------------------------- | ----------------------------------------------------------------- | ----------------------------------------------------------------- | ----------------------------------------------------------------- | ----------------------------------------------------------------- | ----------------------------------------------------------------- | ----------------------------------------------------------------- | ----------------------------------------------------------------- | ----------------------------------------------------------------- |
| 1                                                                 | =3                                                                | Konstantinos Kenteris                                             | Grekland                                                          | 5                                                                 | 0,200 s                                                           | 20,20 s                                                           | Q                                                                 |                                                                   |
| 2                                                                 | 6                                                                 | Darren Campbell                                                   | Storbritannien                                                    | 3                                                                 | 0,234 s                                                           | 20,23 s                                                           | Q                                                                 |                                                                   |
| 3                                                                 | 7                                                                 | Claudinei da Silva                                                | Brasilien                                                         | 7                                                                 | 0,196 s                                                           | 20,30 s                                                           | Q                                                                 |                                                                   |
| 4                                                                 | 8                                                                 | Coby Miller                                                       | USA                                                               | 4                                                                 | 0.174 s                                                           | 20.45 s                                                           | Q                                                                 |                                                                   |
| 5                                                                 | 11                                                                | Kim Collins                                                       | Saint Kitts och Nevis                                             | 1                                                                 | 0.177 s                                                           | 20.57 s                                                           |                                                                   |                                                                   |
| 6                                                                 | 12                                                                | Floyd Heard                                                       | USA                                                               | 6                                                                 | 0.169 s                                                           | 20.63 s                                                           |                                                                   |                                                                   |
| 7                                                                 | 13                                                                | Koji Ito                                                          | Japan                                                             | 8                                                                 | 0.212 s                                                           | 20.67 s                                                           |                                                                   |                                                                   |
| 8                                                                 | 14                                                                | Shingo Suetsugu                                                   | Japan                                                             | 2                                                                 | 0.177 s                                                           | 20.69 s                                                           |                                                                   |                                                                   |

### Final
| 1 | Konstantinos Kenteris | Grekland            | 5 | 0,163 s | 20,09 s | NR |
| 2 | Darren Campbell       | Storbritannien      | 6 | 0,174 s | 20,14 s |    |
| 3 | Ato Boldon            | Trinidad och Tobago | 8 | 0,163 s | 20,20 s |    |
| 4 | Obadele Thompson      | Barbados            | 7 | 0,205 s | 20,20 s |    |
| 5 | Christian Malcolm     | Storbritannien      | 3 | 0,202 s | 20,23 s |    |
| 6 | Claudinei da Silva    | Brasilien           | 1 | 0,192 s | 20,28 s |    |
| 7 | Coby Miller           | USA                 | 2 | 0,185 s | 20,35 s |    |
| 8 | John Capel, Jr.       | USA                 | 4 | 0,348 s | 20,49 s |    |